# Coupe du monde cycliste féminine de Montréal
La Coupe du monde cycliste féminine de Montréal est une course cycliste féminine qui se tient tous les ans à Montréal au Canada de 1998 à 2009. En 2010, la course n'est pas organisée par manque de financement. La Coupe du monde cycliste féminine de Montréal était jusqu'en 2009, l'une des épreuves de la Coupe du monde de cyclisme sur route féminine. La Canadienne Geneviève Jeanson détient le record de victoires avec quatre succès.
Elle se disputait quelques jours avant le Tour du Grand Montréal.
L'édition 2010 est annulée. L'organisateur Daniel Manibal argue d'une recherche de sponsors rendue difficile par la création de deux courses masculines figurant au Calendrier mondial UCI : les Grands Prix cyclistes de Montréal et de Québec. Le Tour du Grand Montréal et le Tour de Prince Edward Island, également organisés par Manibal, sont annulés pour les mêmes raisons.

## Palmarès
| Année | Vainqueur           | Deuxième          | Troisième         |
| ----- | ------------------- | ----------------- | ----------------- |
| 1998  | Diana Žiliūtė       | Jeannie Longo     | Barbara Heeb      |
| 1999  | Tracey Gaudry       | Lyne Bessette     | Anna Wilson       |
| 2000  | Pia Sundstedt       | Fabiana Luperini  | Diana Žiliūtė     |
| 2001  | Geneviève Jeanson   | Susanne Ljungskog | Lyne Bessette     |
| 2002  | Deirdre Demet-Barry | Anna Millward     | Geneviève Jeanson |
| 2003  | Geneviève Jeanson   | Nicole Cooke      | Judith Arndt      |
| 2004  | Geneviève Jeanson   | Judith Arndt      | Olivia Gollan     |
| 2005  | Geneviève Jeanson   | Oenone Wood       | Mirjam Melchers   |
| 2006  | Judith Arndt        | Nicole Cooke      | Kristin Armstrong |
| 2007  | Fabiana Luperini    | Mara Abbott       | Judith Arndt      |
| 2008  | Judith Arndt        | Fabiana Luperini  | Leigh Hobson      |
| 2009  | Emma Pooley         | Emma Johansson    | Trixi Worrack     |

## Parcours et déroulement

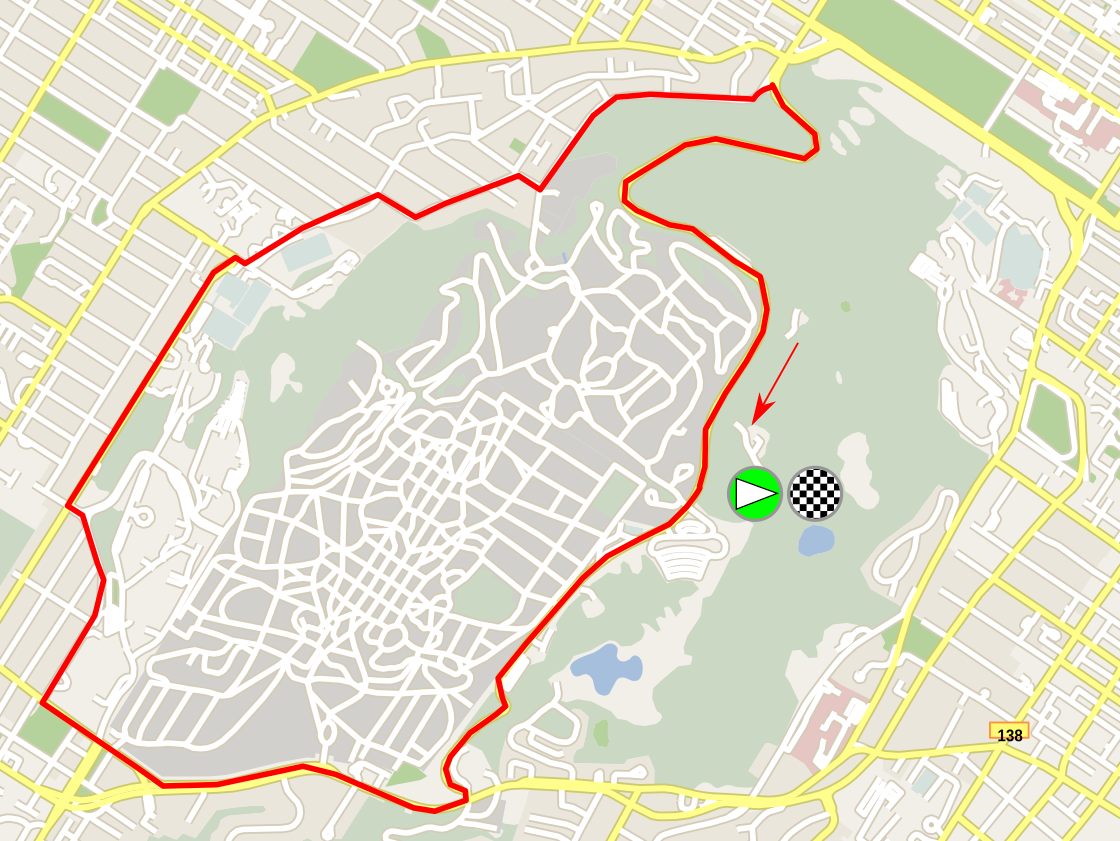
Circuit jusqu'en 2005,

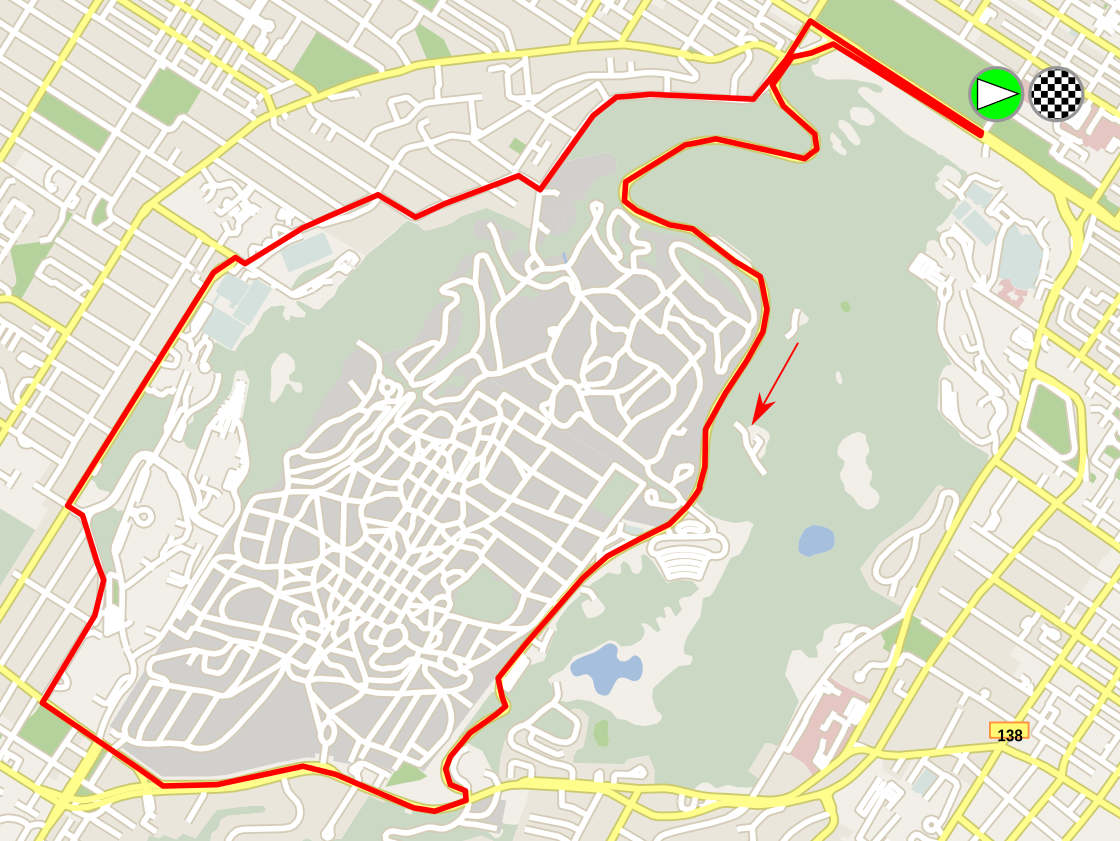
Circuit à partir de 2007

Le parcours est inspiré de ceux des championnats du monde de 1974 et des Jeux olympiques de 1976 avec la montée du Mont Royal, sur la Camillion-Houde, la côte est longue de 1,5 km avec une pente moyenne de 7% et un circuit d'un peu plus de huit kilomètres de long. Cette répétition des efforts avec peu de récupération fait que la sélection au sein du peloton est importante,. Généralement parcouru douze fois, la course est donc longue d'une centaine de kilomètres. Jusqu'en 2006, l'arrivée est située au sommet de la côte. La course se joue ainsi en général dans la dernière ascension après la sélection préalable. À partir de 2007, l'arrivée se situe dans la partie basse du circuit, cela incite à l'initiative avec trois années de suite des arrivées soit en solitaire ou en duo.